# Matt Cutts
Matt Cutts fue el director del departamento contra el spam en web de Google. Actualmente trabaja en US Digital Service.

## Carrera
Cutts inició su carrera profesional en buscadores web mientras trabajaba en su doctorado en la Universidad de Carolina del Norte en Chapel Hill. Se licenció en la Universidad de Kentucky e hizo un máster en la Universidad de Carolina del Norte. En la PubCon de 2007, Cutts dijo que su campo de estudio eran las ciencias de la computación; más adelante se enfocó en recuperación de información y motores de búsqueda, tras cursar dos asignaturas del departamento de biblioteconomía de la universidad.
Antes de trabajar en el departamento de Calidad de Búsquedas en Google, Cutts trabajó en el grupo de ingeniería de anuncios y en SafeSearch, el filtro familiar de Google. Cuando trabajaba en SafeSearch le apodaron "el chico de las galletas porno", porque regalaba galletas caseras hechas por su esposa a cualquier empleado de Google que facilitase un ejemplo de pornografía no deseada en los resultados de búsqueda.
Cutts es uno de los coinventores listados en una patente de Google relacionada con motores de búsqueda y spam web, que fue la primera en proponer públicamente utilizar datos históricos para identificar enlaces como spam.
En noviembre de 2010, Cutts inició un concurso desafiando a los desarrolladores a hacer el Kinect de Microsoft más compatible con Linux. Por aquel entonces, Microsoft había declarado que el uso de Kinect con dispositivos distintos de la Xbox 360 no iba a ser soportado por la compañía.
Cutts ha ofrecido consejos y hecho declaraciones aclarando puntos sobre el uso del motor de búsqueda de Google y temas relacionados.
En enero de 2012, tras saberse que Google habría violado sus propias normas, Cutts defendió la bajada de PageRank de la página principal de Google Chrome diciendo que no se había hecho ninguna concesión especial.
Matt cutts fue dejando progresivamente su trabajo en Google hasta que en mayo de 2015 se nombró un sustituto. Desde enero de 2017 trabaja como administrador del US Digital Service